# Filles de la divine providence de Créhen

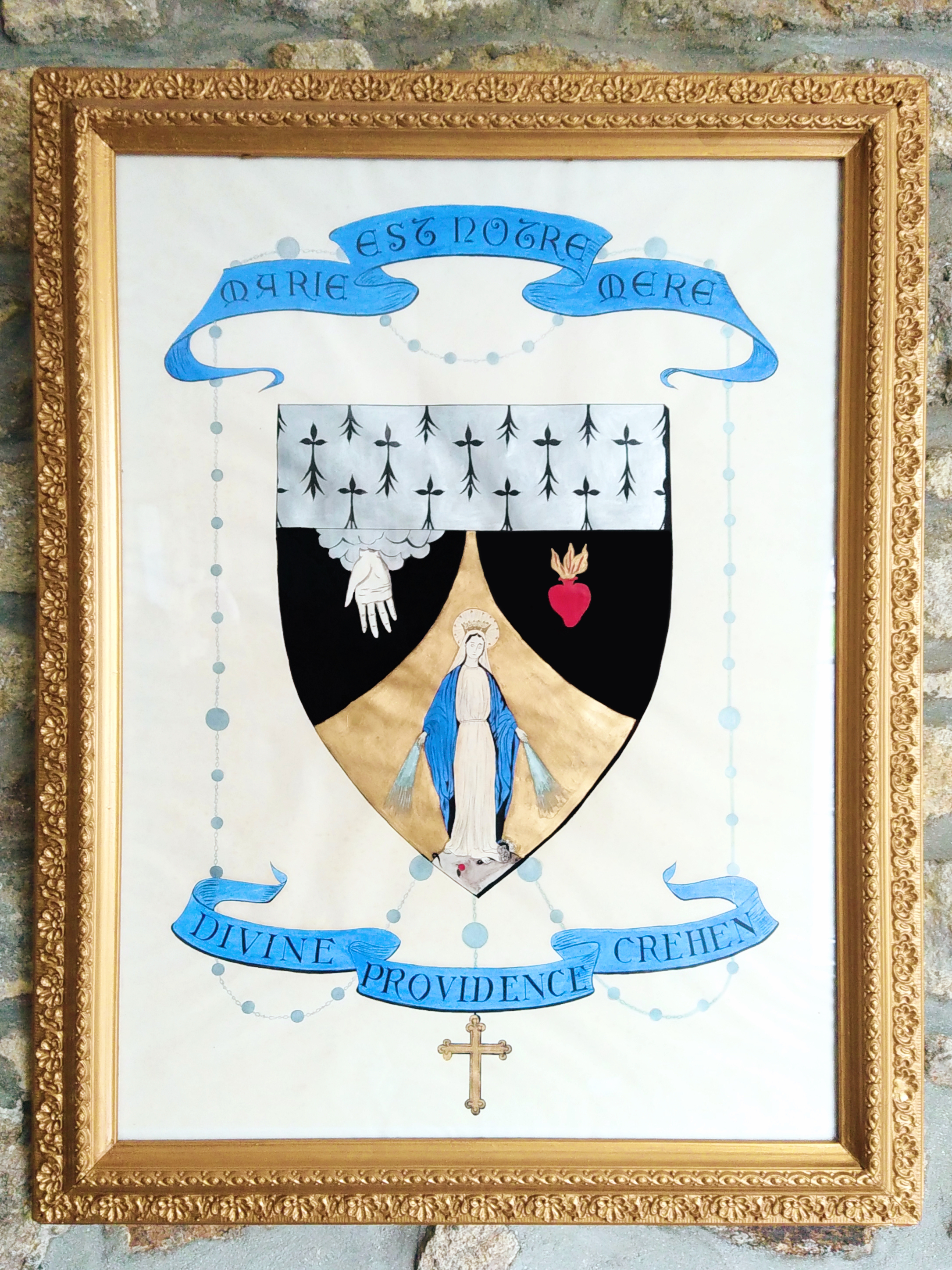
« Marie est » - Congrégation des Sœurs de la Divine Providence à Créhen (Côtes-d'Armor).

Les filles de la divine providence de Créhen sont une congrégation religieuse féminine enseignante et hospitalière de droit pontifical.

## Historique
En 1822, alors qu'il est recteur de Créhen depuis 1818, le père Guy Homery (1781-1861) entend lors d'une prière une voix qui lui affirme : « Commence mon enfant, la Providence viendra à ton secours ». Il rassemble alors cinq jeunes femmes à Créhen le 20 octobre 1822 par le curé de la paroisse, pour l'éducation de jeunes démunis et abandonnés ainsi que l'assistance aux malades. La congrégation est marquée par la spiritualité ignatienne (le cousin du père Guy Homery est longtemps provincial des Jésuites en France), mais aussi par l'exemple de saint Vincent de Paul  et leurs règles basées sur la règle de saint Augustin. La devise de la congrégation est Cor amator pauperum (un cœur aimant pour les pauvres).
Cet institut est érigé canoniquement en congrégation diocésaine le 28 avril 1826 par Mathias Le Groing de La Romagère, évêque de évêque de Saint-Brieuc et reçoit le décret de louange le 1er mai 1961.

## Activité et diffusion
Les sœurs se consacrent à l'enseignement, aux soins des orphelins, des personnes âgées et des malades, à l'aide aux prêtres et aux missions.
Elles sont présentes en :  
- Europe : France, Belgique, Pays-Bas.
- Afrique : République démocratique du Congo, Gabon.

La maison-mère est à Créhen.
En 2017, la congrégation comptait 231 sœurs dans 31 maisons.

## La communauté de la Divine Providence au début duXXesiècle

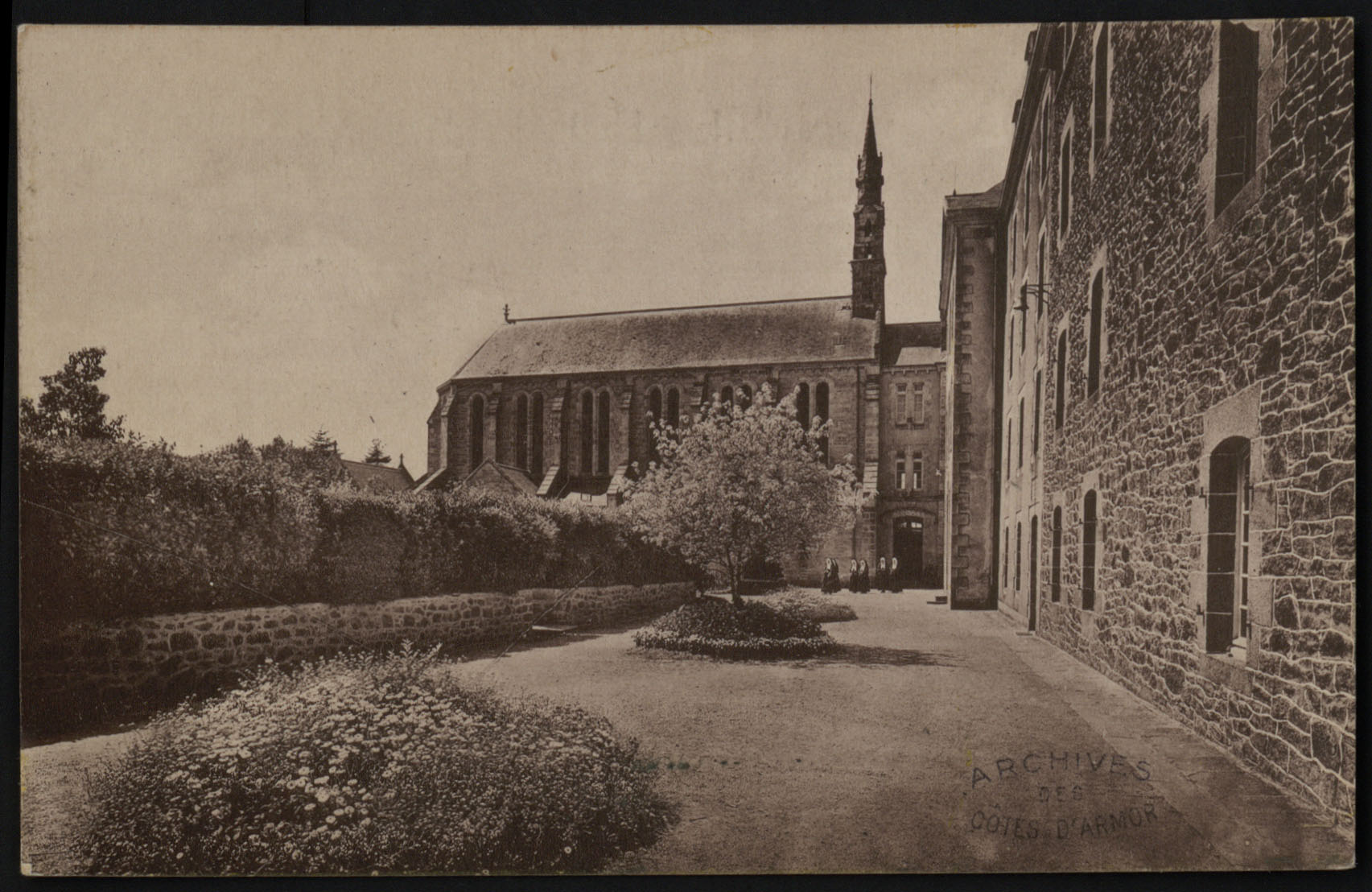
La communauté de la Divine Providence, avec la chapelle et l'une des cours (1930).
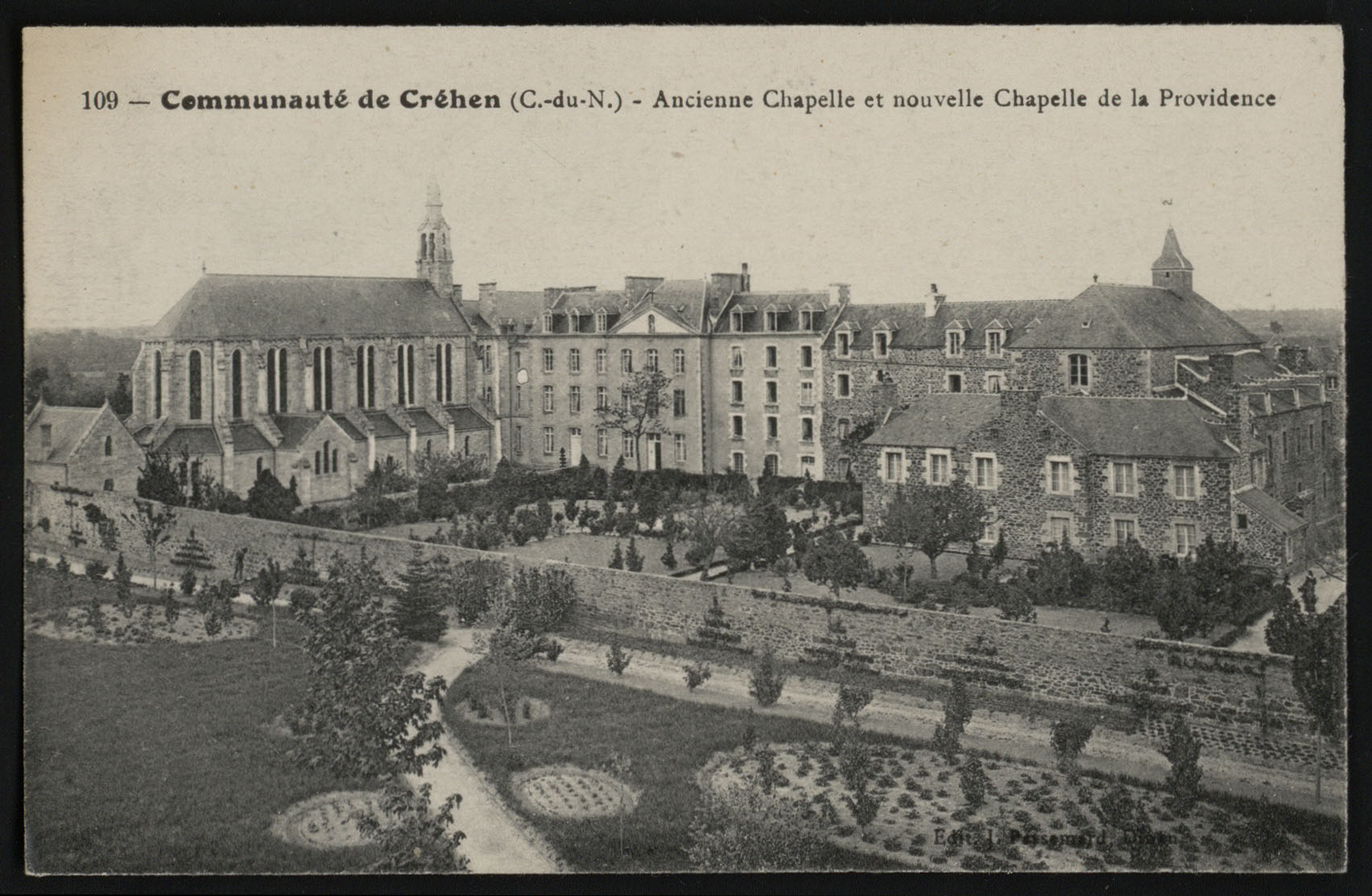
L'ancienne et la nouvelle chapelle de la Providence (1917-1925).
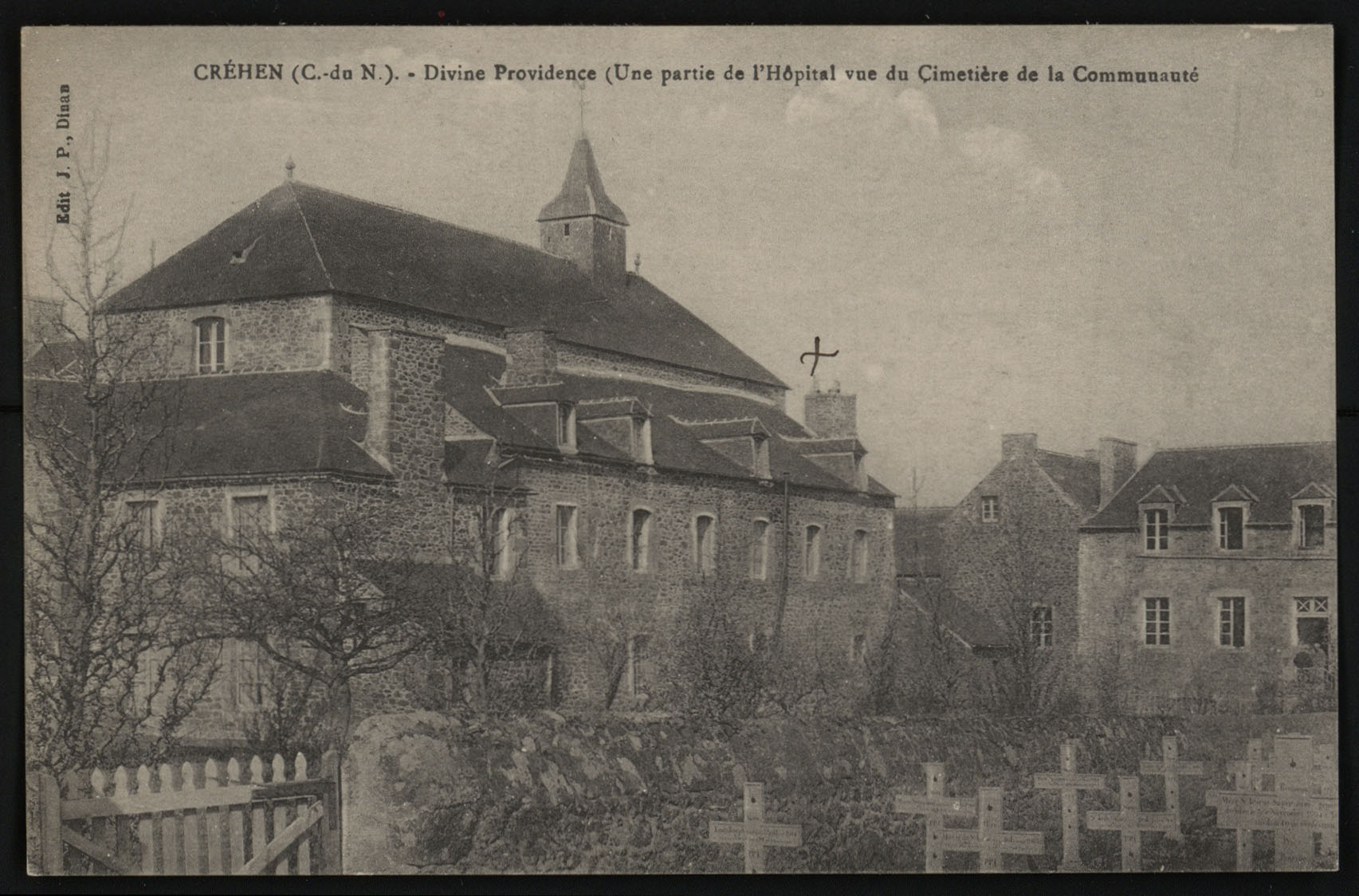
L'hôpital de la Divine Providence vu du cimetière de la Communauté (1917-1925).
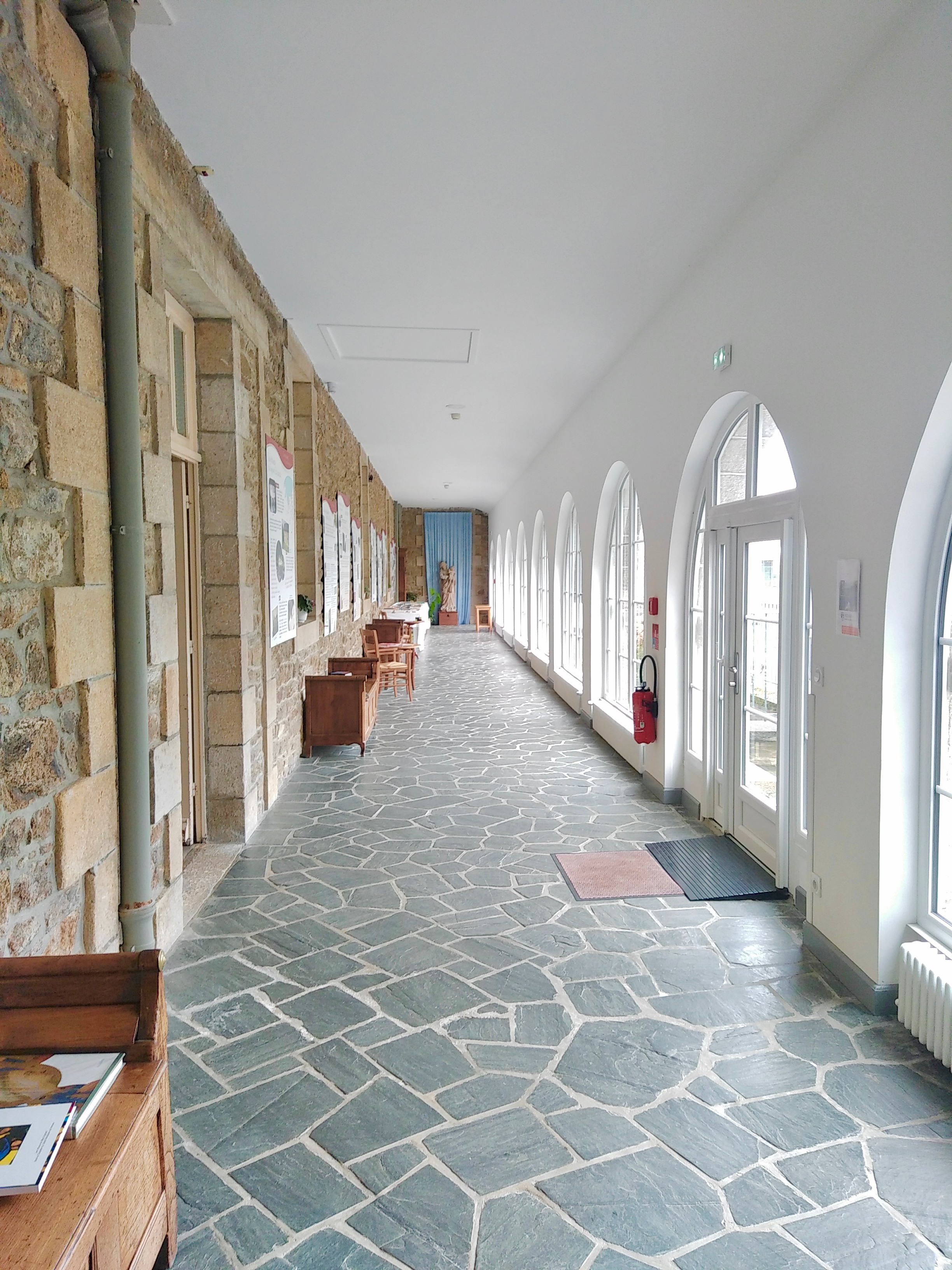
Un couloir de la Congrégation des Sœurs de la Divine Providence en 2023.